# Kenya Mori
Kenya Mori   (Montevideo, 15 de gener de 1976) és una actriu mexicana d'origen uruguaià.
El seu pare és Yuyi Mori, un uruguaià d'ascendència japonesa, i la seva mare és Rosario Ochoa. Té 2 germans, la també actriu Bàrbara Mori i Kintaro Mori. A l'edat de cinc anys, els seus pares es van divorciar, quedant amb els seus dos germans, a càrrec del seu pare. Quan tenia catorze anys, l'any 1990, es va traslladar a la Ciutat de Mèxic amb el seu pare i germans. Mori va estudiar actuació en el Centre d'Educació Artística de TV Azteca.

## Filmografia
| Any       | Títol                        | Paper                       | Notes           |
| --------- | ---------------------------- | --------------------------- | --------------- |
| 1998-1999 | Tres Veces Sofía             |                             | Telenovel·la    |
| 1999      | Romántica Obsesión           |                             |                 |
| 2000      | El precio de nuestra sangre  | Annabella                   | Pel·lícula      |
| 2000-2001 | El amor no es como lo pintan | Alma de Galán               | Paper de suport |
| 2002      | La banda de los tanditos     |                             | Pel·lícula      |
| 2003      | El secreto oculto            | Mariana                     | Pel·lícula      |
| 2003      | Enamórate                    | Jimena                      | Paper de suport |
| 2003-2004 | La Hija Del Jardinero        | Carolina «Carol» de la Vega | Paper de suport |
| 2006-2008 | Decisiones Extremas          | Selena/Elsa                 | 2 episodis      |